# Gagrella ornata
Gagrella ornata is een hooiwagen uit de familie Sclerosomatidae.